# Staatsziel
Unter einem Staatsziel, auch Staatszielbestimmung oder Staatszweck genannt, versteht man die Definition eines Ziels, das ein Staat zu erreichen sucht. Die Staatsziele werden in der jeweiligen Verfassung festgeschrieben, bedürfen aber einer konkreten Umsetzung durch Gesetz, Verordnung oder Satzung (siehe auch Normenhierarchie). Da Staatsziele zwar Aufgaben an den Staat stellen, aber nicht regeln, wie diese Ziele konkret erreicht werden sollen, hat der Gesetzgeber eine weite Einschätzungsprärogative bezüglich der Umsetzung.
Von Grundrechten unterscheiden sich die Staatszielbestimmungen dadurch, dass sie kein subjektives Recht begründen und somit nicht einklagbar sind.
Staatsziele können sich auch innerhalb eines einzelnen Staates unterscheiden, sofern dieser aus Gliedstaaten besteht, die eigenständige Verfassungen besitzen; so unterscheiden sich die Staatsziele der einzelnen Bundesländer in Deutschland.

## Abgrenzung Staatszweck – Staatsziel
Die Lehre vom Staatszweck ist die ältere Lehre; sie bezieht sich auf grundsätzliche, überpositive Zwecke des Staats. Die heutigen Staatszielbestimmungen hingegen betreffen nur punktuelle Aufgaben des Staates.
Staatsaufgaben kannte schon die Antike. Gelegentlich wurde auch auf römischen Münzen auf einige Staatsaufgaben, wie z. B. die Sicherung der Getreideversorgung, hingewiesen.

## Deutschland
Staatsziele und Staatsstrukturprinzipien
Die im Grundgesetz (GG) festgeschriebenen Staatsziele werden in einigen Landesverfassungen als Grundrecht garantiert. Ungeachtet des Vorrangs von Bundesrecht (Art. 31 GG) bleiben diese gemäß Art. 142 GG in Kraft, soweit sie in Übereinstimmung mit den Art. 1 bis Art. 18 GG stehen.
Neben den Staatszielen gibt es die (Staats-)Strukturprinzipien (Staatsformmerkmale) aus Art. 20 GG: Republik (Abs. 1), Demokratieprinzip (Abs. 1), Sozialstaatsprinzip (Abs. 1), Bundesstaatsprinzip (Abs. 1) und Rechtsstaatsprinzip (Abs. 3). Von diesen sind die Sozialstaatlichkeit und die Rechtsstaatlichkeit zugleich als Staatsziele anerkannt.
Grundgesetz
Seit 1949 wurden fünf Staatsziele in das Grundgesetz aufgenommen:
- Gesamtwirtschaftliches Gleichgewicht (1967), Art. 109 Abs. 2 GG[4][5] (konkretisiert durch das Stabilitäts- und Wachstumsgesetz)
- Verwirklichung eines vereinten Europas (1992), Art. 23 Absatz 1 GG
- tatsächliche Durchsetzung der Gleichberechtigung von Frauen und Männern (1994), Art. 3 Absatz 2 Satz 2 GG
- Schutz der natürlichen Lebensgrundlagen (1994) und Tierschutz (2002), Art. 20a GG.

Die Aufnahme von Kultur und Sport blieb bislang umstritten.
Landesverfassungen
Darüber hinaus enthalten verschiedene Landesverfassungen weitere Staatszielbestimmungen.
- Sozialstaatsprinzip
  - Art. 3 LV Bayern[7]
  - Art. 2 LV Mecklenburg-Vorpommern
- Rechtsstaatlichkeit
  - Art. 3 LV B[7]
  - Art. 4 LV M-V
- Umwelt- und Tierschutz
  - Art. 7 LV Schleswig-Holstein
  - Art. 12 LV M-V
- Minderheitenschutz
  - Art. 25 LV Brandenburg
  - Art. 6 LV S-H
  - Art. 18 LV M-V
  - Art. 5 u. 6 LV Sachsen
  - für das Grundgesetz von der Gemeinsamen Verfassungskommission 1993 als Art. 20b entworfen, aber nicht eingeführt
- Kulturstaatlichkeit
  - Art. 3 LV B[7]
  - Art. 11 LV S
  - Art. 13 LV S-H
  - Art. 16 LV M-V
- Europäische Integration
  - Art. 11 LV M-V

## Österreich
In der österreichischen Bundesverfassung und weiteren Gesetzen sind folgende Staatszielbestimmungen definiert:
- Bildung (1867), Art. 17 StGG
- Immerwährende Neutralität (1955)
- Verbot nazistischer Tätigkeiten (1955)
- Rundfunk als öffentliche Aufgabe (1974), Art. 1 BVG Rundfunk
- Umfassende Landesverteidigung (1975), Art. 9a B-VG
- Umfassender Umweltschutz (1984), BVG über den Umfassenden Umweltschutz
- Gesamtwirtschaftliches Gleichgewicht (1987), Art. 13 Abs. 2 B-VG
- Gleichbehandlung von Behinderten (1997), Art. 7 Abs. 1 B-VG
- Gleichstellung von Mann und Frau (1998), Art. 7 Abs. 2 B-VG
- Schutz der Volksgruppen (2000), Art. 8 Abs. 2 B-VG
- Sozialpartnerschaft (2008), Art. 120a Abs. 2 B-VG
- Tatsächliche Gleichstellung von Mann und Frau bei der Haushaltsführung des Bundes, der Länder und Gemeinden (2009), Art. 13 Abs. 3 B-VG
- Nachhaltigkeit (2013), §2 BVG Nachhaltigkeit
- Tierschutz (2013), §2 BVG Nachhaltigkeit
- Sicherstellung der Wasser- und Lebensmittelversorgung (2013), §§4 und 5 BVG Nachhaltigkeit
- Forschung (2013), §2 BVG Nachhaltigkeit

Die Bedeutung einer potentiellen Verankerung des Bargelds in der Verfassung wird gegenwärtig diskutiert.

## Schweiz
Der Staatszweck der Schweiz wird in Art. 2 der revidierten Bundesverfassung der Schweizerischen Eidgenossenschaft vom 18. April 1999 wie folgt festgelegt:
1. Die Schweizerische Eidgenossenschaft schützt die Freiheit und die Rechte des Volkes und wahrt die Unabhängigkeit und die Sicherheit des Landes.
2. Sie fördert die gemeinsame Wohlfahrt, die nachhaltige Entwicklung, den inneren Zusammenhalt und die kulturelle Vielfalt des Landes.
3. Sie sorgt für eine möglichst große Chancengleichheit unter den Bürgerinnen und Bürgern.
4. Sie setzt sich ein für die dauerhafte Erhaltung der natürlichen Lebensgrundlagen und für eine friedliche und gerechte internationale Ordnung.

Die Verfassungen der 26 Kantone weisen zum Teil weitere Staatsziele auf. In Art. 6 der Verfassung des Kantons Zürich heißt es etwa:
1. Kanton und Gemeinden sorgen für die Erhaltung der Lebensgrundlagen.
2. In Verantwortung für die kommenden Generationen sind sie einer ökologisch, wirtschaftlich und sozial nachhaltigen Entwicklung verpflichtet.

## Frankreich
Die Verfassung Frankreichs schreibt seit der Französischen Revolution die Freiheit, Gleichheit und Brüderlichkeit als erstrebenswerte Ziele vor.

## Japan
Die Präambel der Verfassung Japans betont den Weltfrieden als Staatsziel. Artikel 9 der japanischen Verfassung verbietet die Aufstellung und den Unterhalt von Militär. (Dies wird jedoch heutzutage dahin interpretiert, dass Streitkräfte zur Selbstverteidigung erlaubt sind.)